# Neon24.pl
NEon24.pl (podtytuł: Forum Polaków), dawniej Nowyekran.net i Nowyekran.pl (podtytuł: Niezależny serwis społeczności blogerów) – polski portal informacyjno-publicystyczny o tematyce społeczno-politycznej (polityka, ekonomia i prawo, media watch, społeczeństwo, nauka i technika, kultura, lifestyle i zdrowie, sport, religie, historia, wojsko, praca, rozrywka, i inne), wydawany przez Fundację Nowy Ekran, kontrolowaną przez Ryszarda Oparę.

## Wydawca
Prezesem jednoosobowego zarządu Fundacji Nowy Ekran jest Dariusz Piotr Lipski, a w skład jej rady, poza Ryszardem Oparą, wchodzi Dorota Ewa Gorecka Opara.

## Historia
Spółka Nowy Ekran SA została zarejestrowana w sądzie 19 maja 2011 roku. Serwis został uruchomiony 24 stycznia 2011 roku. 29 stycznia 2013 roku, w wyniku konfliktu między Ryszardem Oparą, a zespołem redakcyjnym, m.in. Tomaszem Parolem i Pawłem Pietkunem  portal przestał działać, został wyłączony przez wydawcę – spółkę Nowy Ekran SA. Ponownie uruchomiony w lutym 2013 po skasowaniu przez wydawcę (NE SA) części kont dotychczasowych blogerów i wszystkich kont byłych pracowników redakcji, z nowym redaktorem naczelnym Zbigniewem Lipińskim. Nowy Ekran pod koniec kwietnia 2013 roku ponownie zniknął z sieci po odzyskaniu domeny przez byłego redaktora naczelnego, a ówczesnego redaktora naczelnego nowego serwisu (3obieg.pl) Tomasza Parola. Serwis został połączony z nowym serwisem 3obieg.pl. ISSN portalu do 2013 roku był: 2083-2613. 29 kwietnia 2013 roku Nowy Ekran uruchomił swój portal pod domeną nowyekran.net. W drugiej połowie 2013 roku portal zmienił nazwę na neon24.pl. W grudniu 2013 roku redaktorem naczelnym serwisu był Ryszard Opara. Spółka w 2015 roku złożyła wniosek o upadłość, który został oddalony przez Sąd Rejonowy w Warszawie. Od tego czasu wydawcą portalu jest Fundacja Nowy Ekran.

## Zasięg
Serwis jest tworzony przez kilkunastu czynnych „dziennikarzy obywatelskich” oraz ok. „1 200 blogerów i niemal 10 000 komentujących. Jest odwiedzany przez blisko dwa miliony czytelników miesięcznie”. Według serwisu, został on odwiedzony w ciągu pierwszych 22 miesięcy działania przez „niemal 20 mln osób”.

## Autorzy
Wśród autorów, których publikacje często pojawiały się na portalu nowyekran.pl byli m.in.: Marcin B. Brixen, Grzegorz Bierecki (senator PiS, współtwórca SKOK-ów), Kamil Cebulski, Ryszard Czarnecki, Mirosław Dakowski, Robert Gwiazdowski, Bogusław Jeznach (działacz Stronnictwa Narodowego), Zygmunt Korus, Janusz Korwin-Mikke, Zbigniew Kuźmiuk, Stanisław Michalkiewicz, Marek Migalski, Ryszard Opara, Bohdan Poręba, Jacek Andrzej Rossakiewicz, Krzysztof Rybiński, Stanisław Tymiński. Na portalu NEon24.pl publikował m.in. Janusz Sanocki, jednak większość tekstów publikowana jest pod pseudonimami.

## Inicjatywy
- Podczas wyborów parlamentarnych w 2011 roku komitet wyborczy związany ze środowiskiem portalu nowyekran.pl („Komitet Wyborczy Wyborców Obywatelskich List Wyborczych Nowego Ekranu”) zarejestrował kandydatów do Senatu w dwóch okręgach wyborczych. Wykaz okręgów, w których komitet zarejestrował kandydatów na senatorów:

Nr okręgu:
34 (Tarnów) – Szumański Bogdan Wiesław, menedżer z Bochni, popierany przez partię Prawica Marka Jurka
36 (Nowy Sącz) – Wilk Anna Maria, lekarka z Limanowej, członkini partii Prawica Rzeczypospolitej.
Obydwaj kandydaci byli popierani przez Prawicę Rzeczypospolitej, jednak żaden nie otrzymał mandatu
- środowisko serwisu nowyekran.pl było jednym ze współorganizatorów Marszu Niepodległości w 2012 roku[9]
- jedną z inicjatyw portalu nowyekran.pl była telewizja internetowa nowyekran.tv.